# 路氹東站
路氹東站（葡萄牙語：Estação Cotai Leste）是澳門輕軌氹仔線的中途站，位於路氹填海區體育館大馬路近順榮大馬路交界。本站為高架車站，鄰近多個路氹大型渡假村酒店，2016年初平頂。受輕軌車廠工程嚴重延誤影響，本站延至2019年12月10日投入服務。

## 車站結構

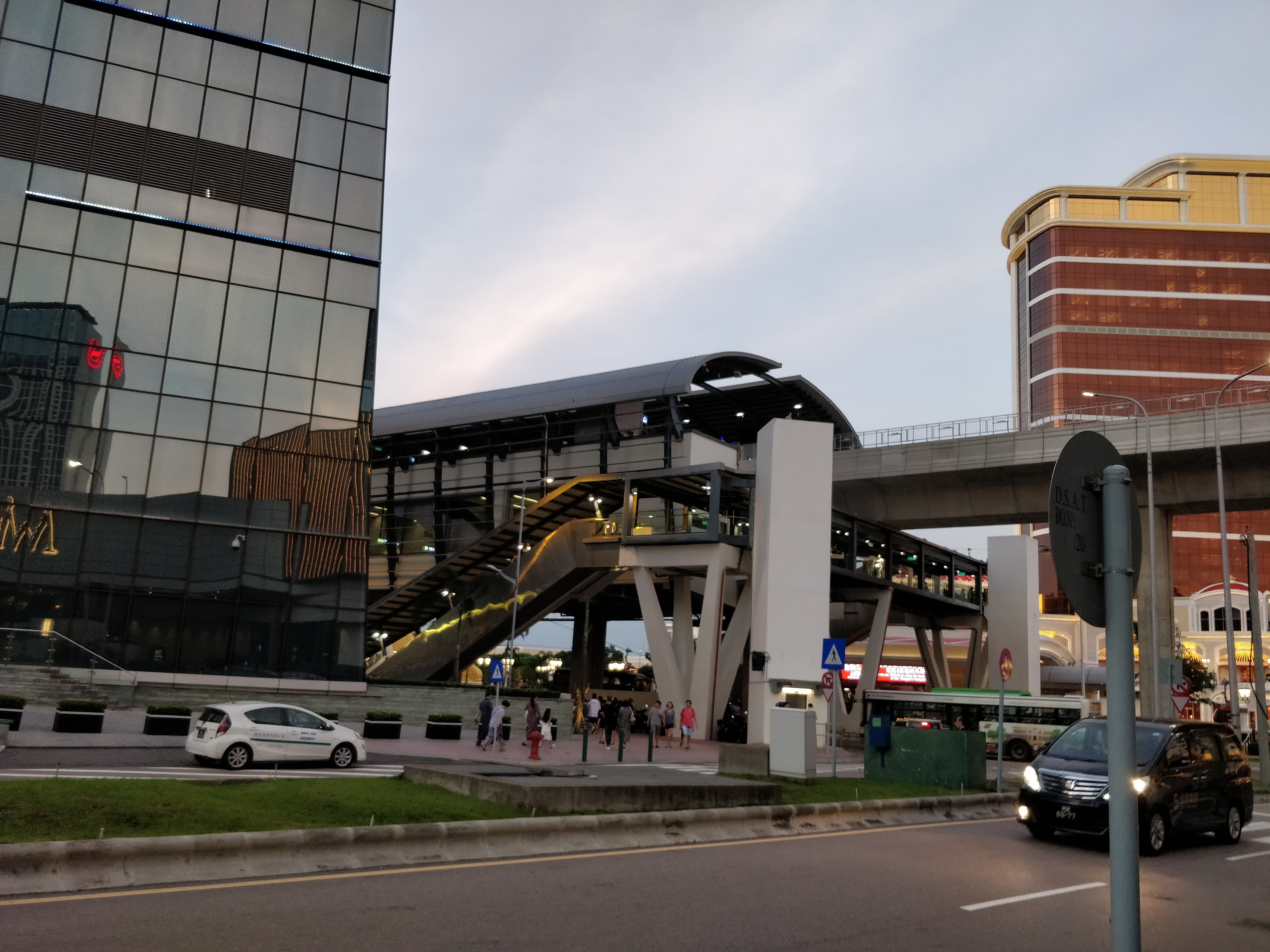
車站外觀

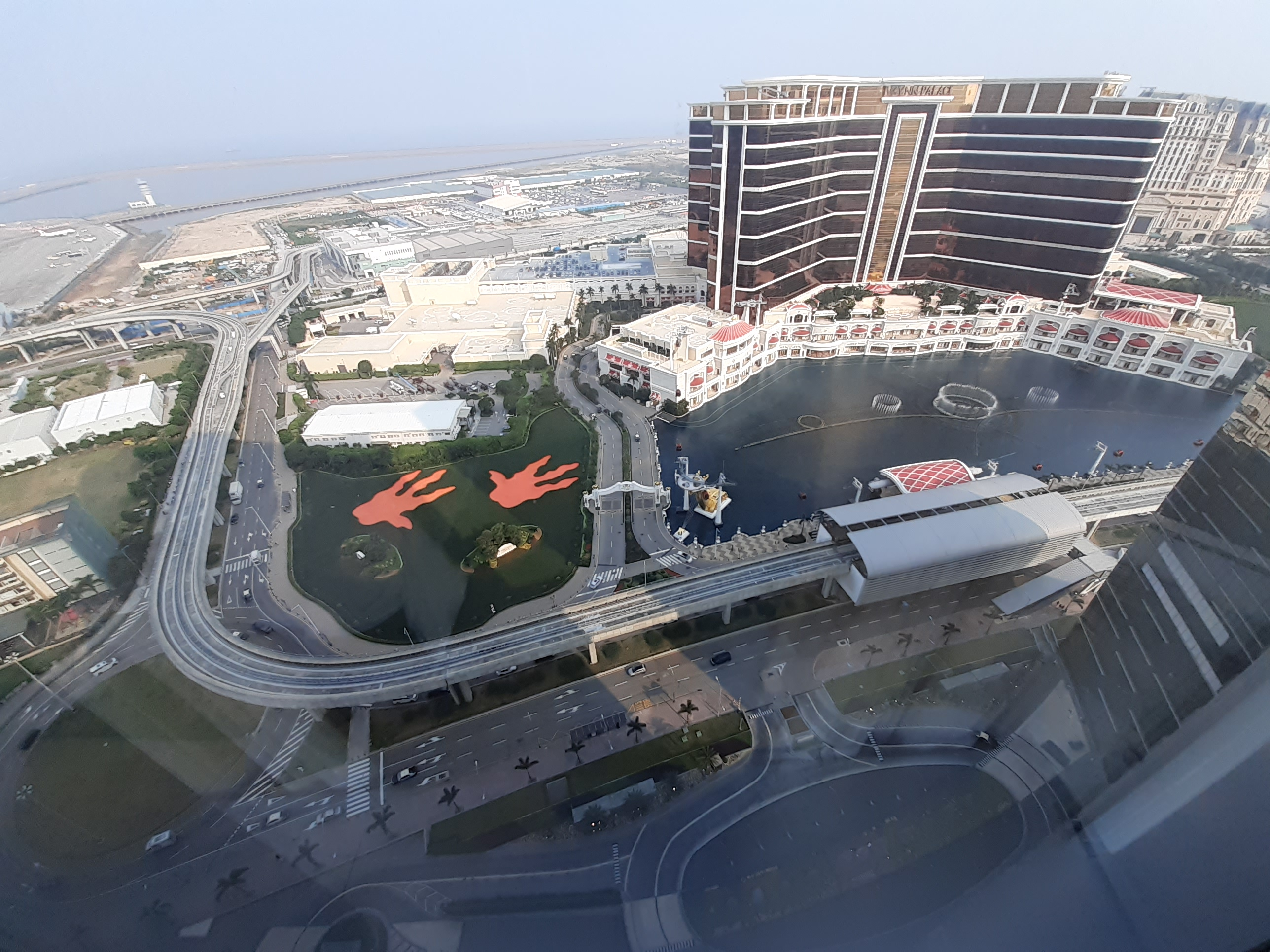
高空下的路氹東站和永利皇宮

### 車站樓層
| 地上二層          | 月台   | \| 側式 · 開左邊车门 \| \| \| \| \| \| \| \| 氹仔線往氹仔碼頭（科大） \| 1 \| \| \| \| 2 \| 氹仔線往媽閣（東亞運） \| \| \| \| 側式 · 開左邊车门 \| \| \| \| \| |   |  |
| 地上一層          | 大堂   | 客務中心、自動售票機、洗手間 |   |  |
| 地面              | 出入口 | |   |  |
| 側式 · 開左邊车门 |        | |   |  |
|                   |        | 氹仔線往氹仔碼頭（科大） | 1 |  |
|                   | 2      | 氹仔線往媽閣（東亞運） |   |  |
| 側式 · 開左邊车门 |        | |   |  |

### 出入口
車站設有兩個出入口。
| 編號              | 指示方向   | 圖片 | 附近目的地 |
| ----------------- | ---------- | ---- | --- |
| A                 | 酒店度假村 |      | 新濠天地 澳門君悅酒店 摩珀斯酒店 頤居酒店 迎尚酒店 美獅美高梅 澳門倫敦人 瑞吉酒店 康萊德酒店 喜來登酒店 倫敦人酒店 |
| B                 | 永利皇宮   |      | 澳門國際學校 永利皇宮 霍英東博士大馬路                                                                             |
| 註： 設有 \| 設有 |            |      | |

## 利用狀況
- 本站主要服務前往鄰近的大型酒店綜合渡假村，B出入口旁邊為永利皇宮纜車站上行出入口，A出入口設有無縫連接通道往返新濠天地或美獅美高梅。
- 在澳門戶外表演區投入運作後，如舉行大型演唱會活動結束前約一小時至散場人流大致消退時，本站實施分流安排，1號月台維持開放上落客，2號月台暫停開放包括上落客[3]。散場乘客於本站入閘無需支付費用，可乘坐前往機場或氹仔碼頭方向的列車，在散場期間將實施人潮管制措施[4][5]。

## 車站周邊
半徑500米，由近至遠：
公共設施及商業建築
- 永利皇宮
- 澳門君悅酒店
- 新濠天地
- 美獅美高梅
- 澳門國際學校
- 澳門倫敦人
- 澳門科技大學

## 接駁交通

### 巴士
T399 路氹東／永利皇宮（Cotai Leste／Wynn Palace）
路線：50、N5
T400 路氹東／新濠天地（Cotai Leste／C.O.D.）
路線：50、701X、N5
T407 霍英東馬路／永利皇宮（Av. Dr. Henry Fok／Wynn Palace）
路線：35、50B、N5

## 歷史
本站原稱路氹城東站（葡萄牙語：Estação Zona Este do Cotai）。原站點位置於順榮大馬路對開，後公佈的《輕軌系統第一期2009興建方案》調整至現時位置。
2011年12月14日，「C360-輕軌一期路氹城段建造工程」公開招標競投。承攬項目為氹仔排角路至路氹城東之間的一段輕軌路段建造高架行車天橋及四個車站。本項目最長施工期為1021天。當中包括興建本站。
2012年6月13日，輕軌一期「路氹城段建造工程」及「氹仔口岸段建造工程」舉行動土儀式，象徵輕軌一期氹仔段全線動工。
2017年，本站行人天橋興建工程展開。
2019年5月17日，本站行人天橋率先開放予公眾使用。

## 工程相片

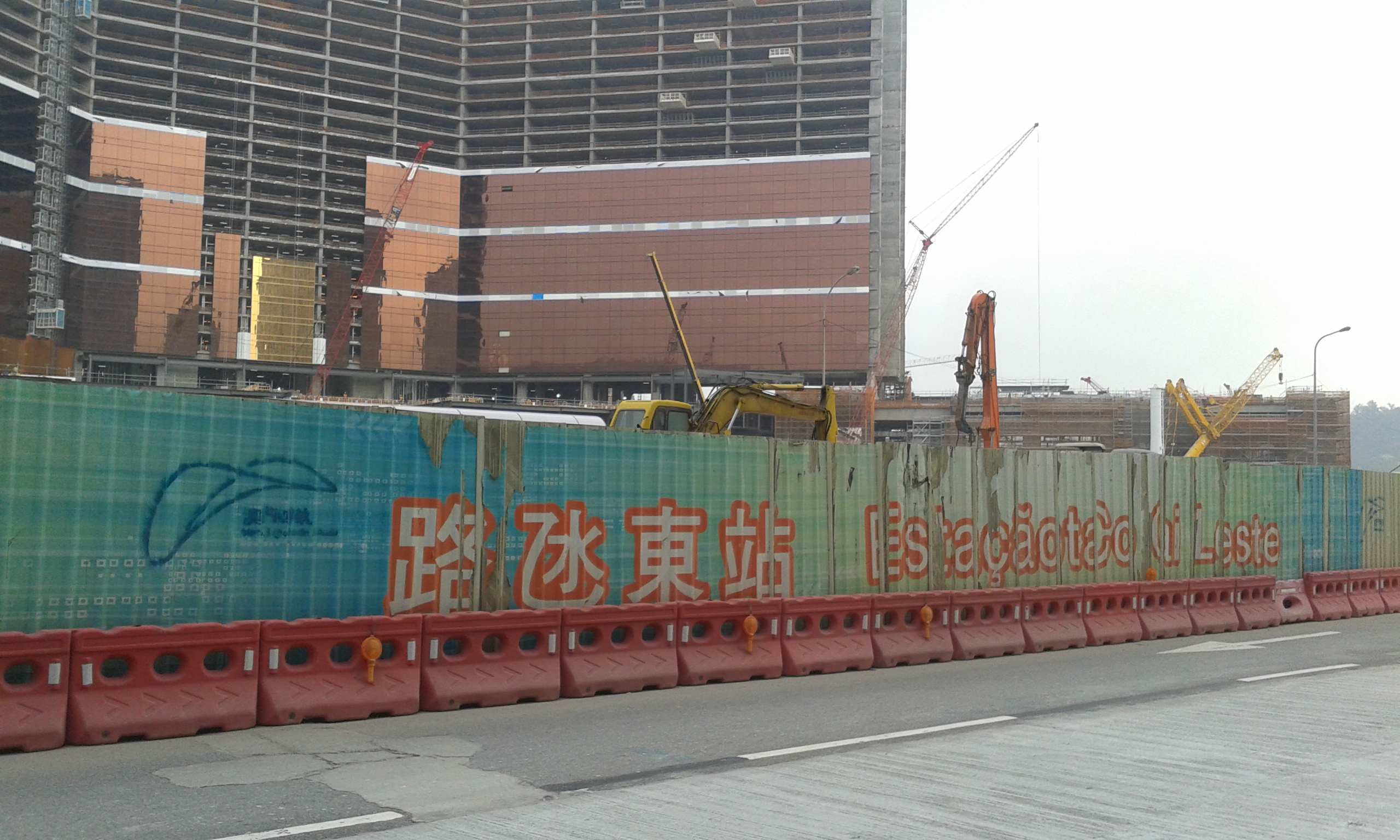
2015年1月
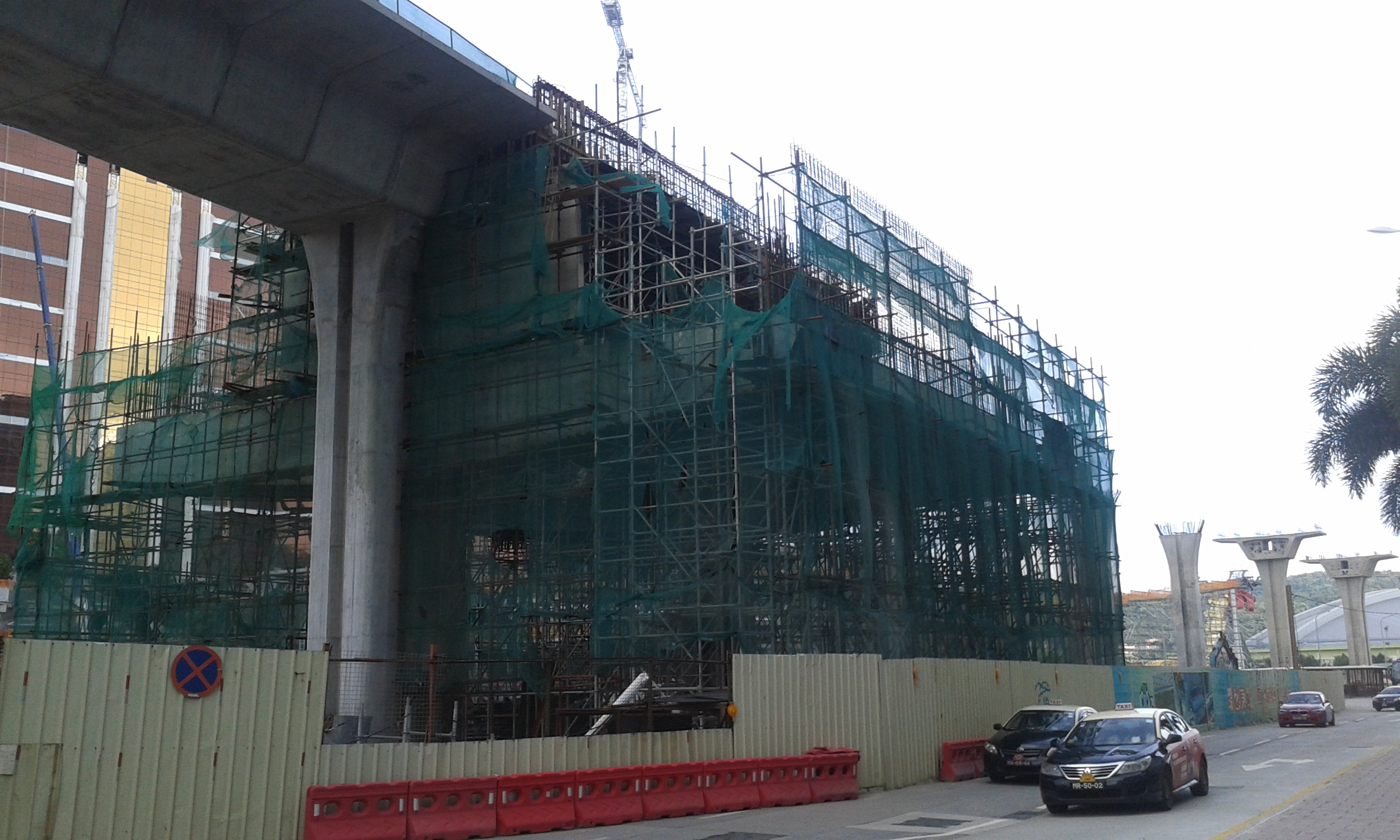
2015年8月
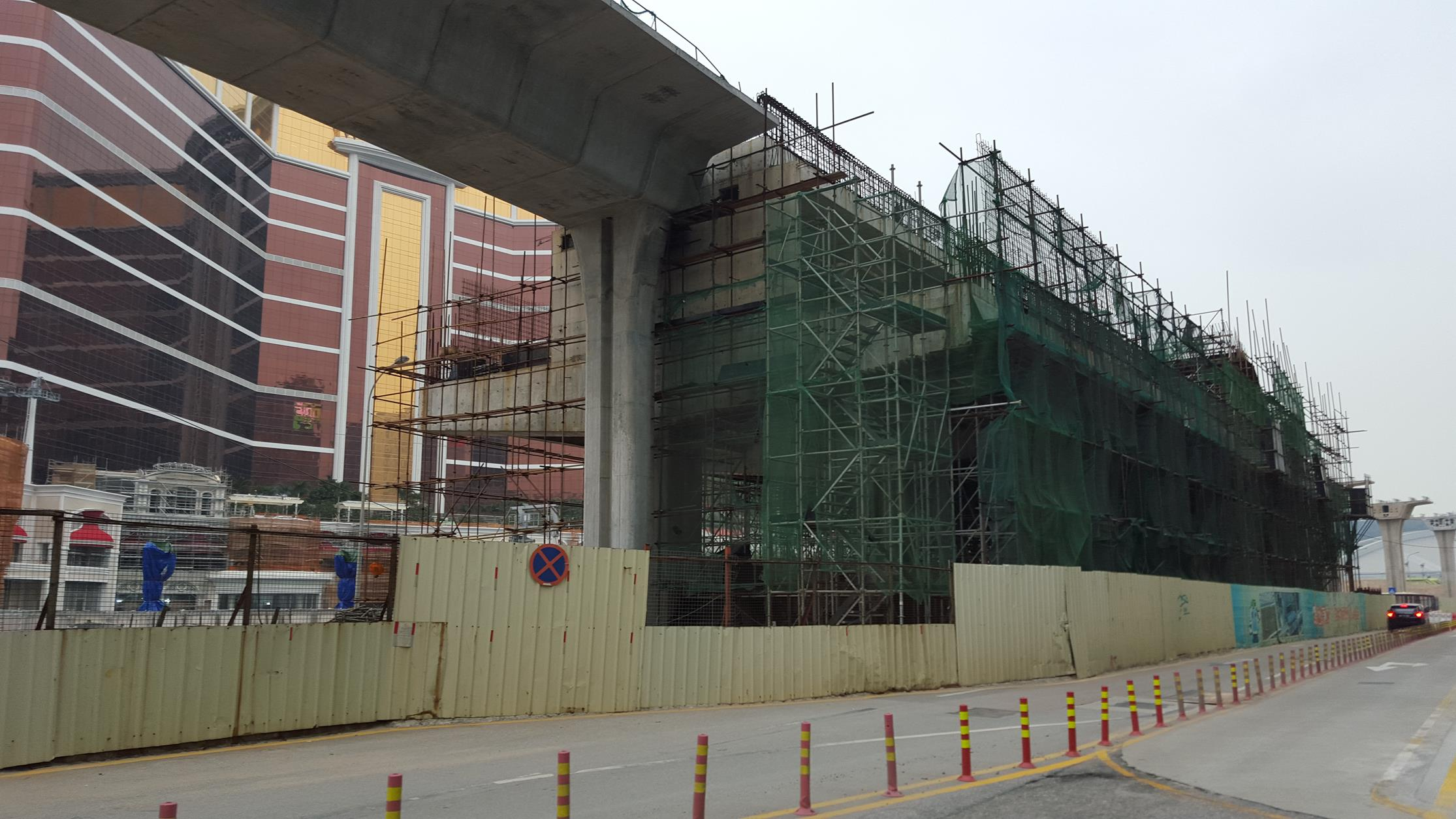
2016年2月
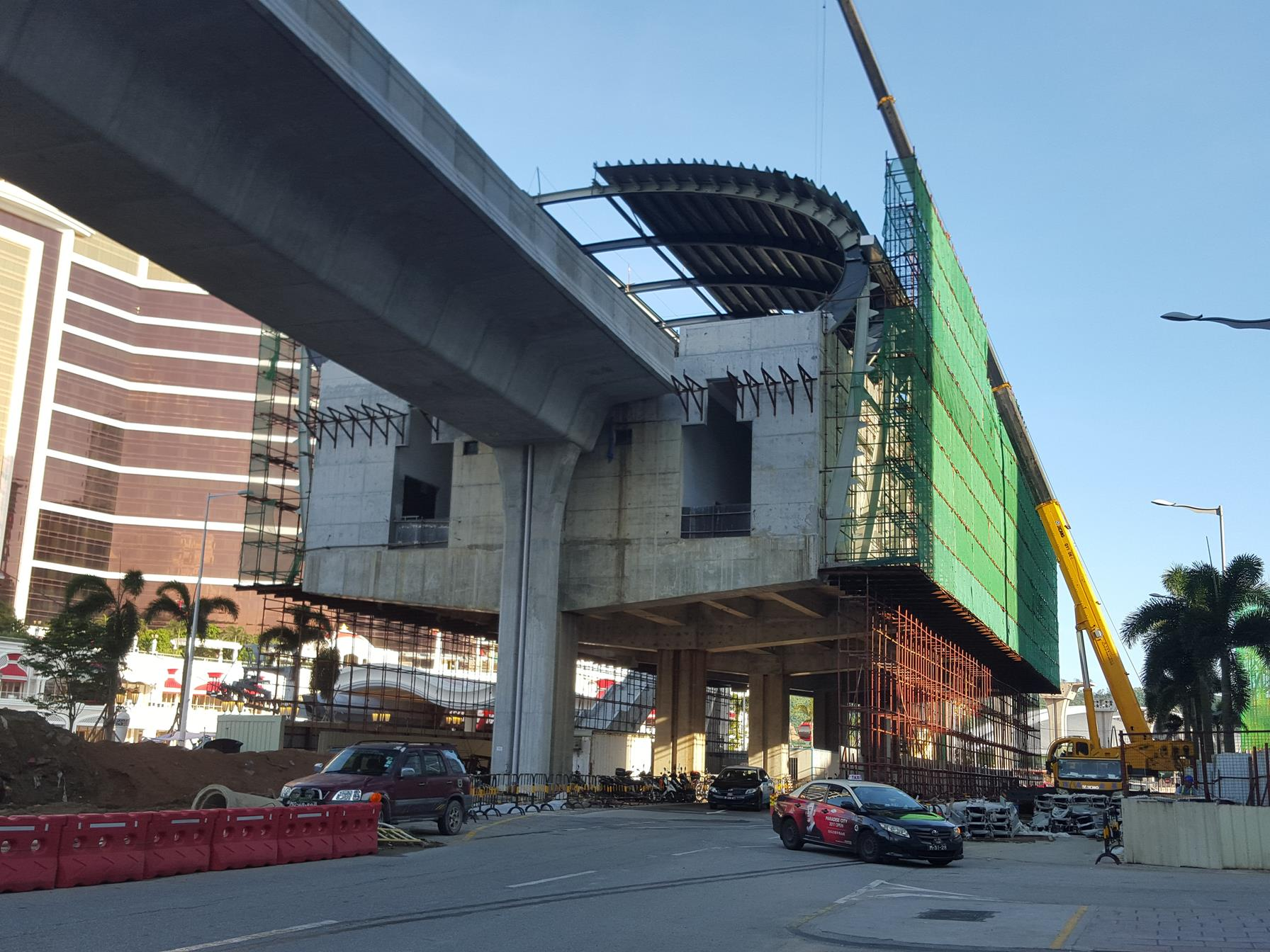
2016年8月
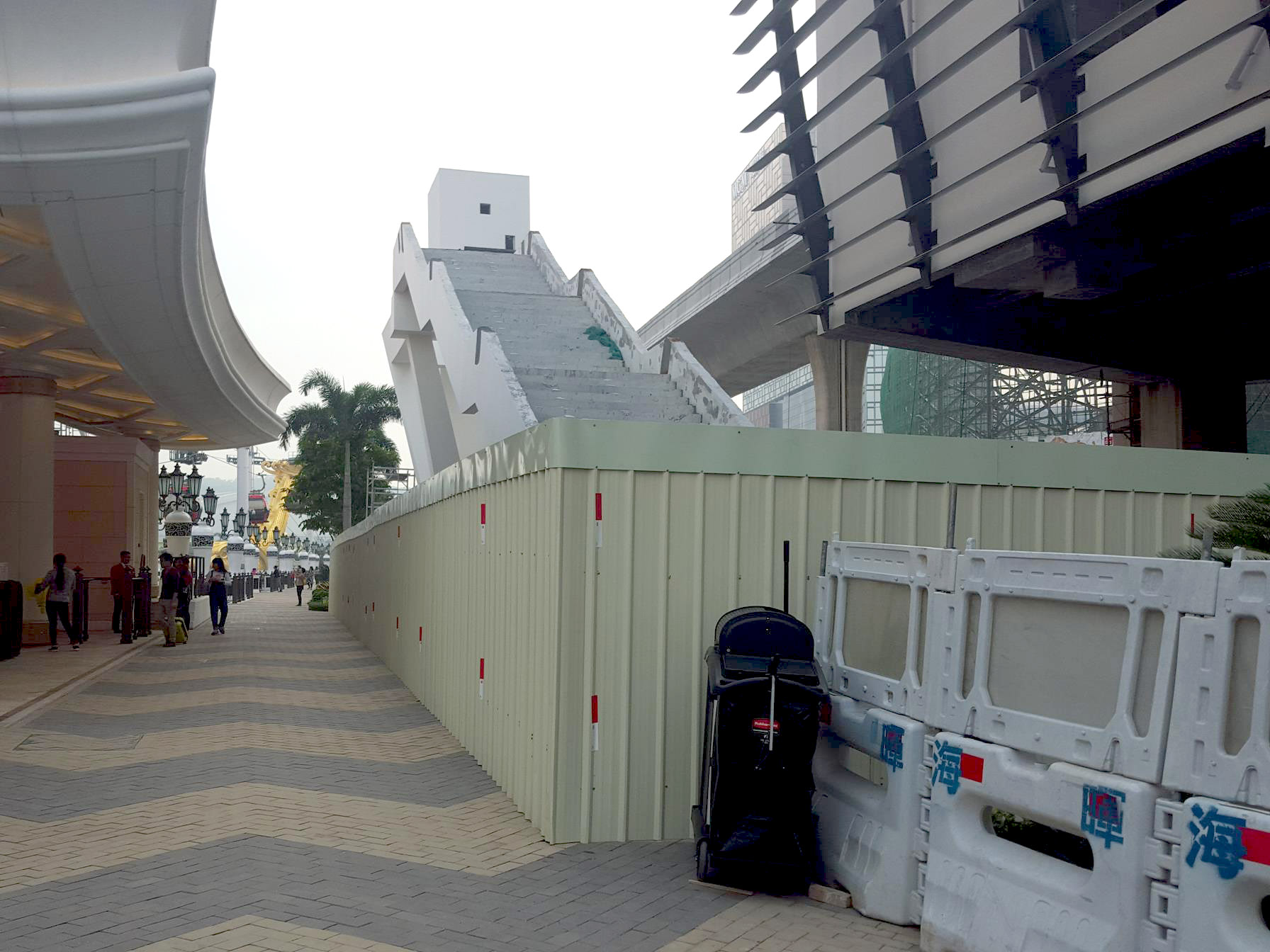
建設中的車站出口

## 外部連結
- 澳門輕軌股份有限公司官方網站 （页面存档备份，存于）